# 伏見格之助
伏見 格之助（ふしみ かくのすけ、1919年〈大正8年〉3月12日 - 2007年〈平成19年〉7月2日）は、日本の政治家、元東大阪市長。日本社会党と日本共産党の推薦で革新市政を12年間担った。

## 略歴・人物
岡山県岡山市出身。旧制大阪府立八尾中学校（現・府立八尾高等学校）を経て、大阪府天王寺師範学校（現・大阪教育大学）卒。大阪教職員組合委員長、日本社会党大阪府本部書記長となる。
1967年（昭和42年）4月の大阪府議会議員選挙に日本社会党から立候補（布施市選挙区）も次点。
1970年6月の東大阪市長選挙に日本社会党と日本共産党の推薦で立候補。現職の初代市長で自由民主党の辰巳佐太郎を破り初当選した。
1967年4月の東京都知事選挙で社会党・共産党推薦の美濃部亮吉が初当選するなど革新自治体ブームの最中であり、同2月に誕生 したばかりの人口50万人を抱える全国15番目の大都市 に革新市政が生まれた衝撃は大きく、翌1971年の大阪府知事選挙で黒田了一革新府政が誕生するきっかけとなった。
伏見は以後3期12年間、第2代の東大阪市長を務めたが、4期目を目指して出馬した1982年の市長選挙で北川謙次に敗れた。
2007年（平成19年）7月2日に死去、享年88。

## 人物
伏見の市長当選の翌1971年、伏見と同じく日本社会党と日本共産党の推薦を得て京都市長に初当選した舩橋求己は、伏見の従兄弟である。